# Acrostegastes mollipes
Acrostegastes mollipes är en insektsart som beskrevs av Karsch 1896. Acrostegastes mollipes ingår i släktet Acrostegastes och familjen gräshoppor. Inga underarter finns listade i Catalogue of Life.